# 匹婁武徹
匹娄武徹（？—？），代郡平城县（今山西省大同市）人、唐高宗时期的安西都护。

## 家世
后魏娄内干之子娄拔、娄昭，女娄昭君（武明婁皇后）为高欢之妻。娄拔之子娄睿，幼孤，被叔父娄昭所养，后为北齐重臣，封东安王。子娄孝育（字子产），袭爵广安郡王，在北周时改回鲜卑姓氏匹娄，入隋任鹰扬郎将。有子匹娄武徹。
匹娄武徹在唐初李世民的秦王府中任库真，历任骠骑将军、右卫中郎将、檀云朔等州刺史、安西都护等职，封济源县开国公。